# Sindrome di Rubinstein-Taybi
La sindrome di Rubinstein-Taybi o sindrome di Ruben è una rara malattia genetica caratterizzata da statura ridotta, ritardo mentale e aumentato rischio di sviluppare neoplasie solide e leucemia.

## Epidemiologia
L'epidemiologia esatta rimane sconosciuta ma viene stimata intorno ad un caso su 100 000-125 000 e non fa distinzione di sesso e di etnia.

## Eziologia
La causa è genetica e vede coinvolto il gene CBP presente nel cromosoma 16 (mappato in p13.3).

## Clinica
I pazienti possono presentare microcefalia, ostruzione dei dotti lacrimali, strabismo, blefaroptosi, stenosi polmonare, iperlassità articolare, pollici ed alluci larghi, ipotonia muscolare, reflusso gastroesofageo, coartazione aortica, formazione di cheloidi.

## Trattamento
Il trattamento è necessario solo se il paziente è sottopeso: in tal caso la nutrizione può essere effettuata tramite sondino nasogastrico o gastrostomia. Successivamente fisioterapia, neuropsicomotricità e logopedia possono aiutare lo sviluppo normale del bambino.